# موزه هنرهای زیبای لیون
موزه هنرهای زیبای لیون (انگلیسی: Museum of Fine Arts of Lyon) یک موزه از هنرهای زیبا واقع در شهر لیون فرانسه است.